# Thomas C. Barret
Thomas Charles Barret (* 30. März 1860 in Nacogdoches, Texas; † 17. März 1922 in Shreveport, Louisiana) war ein US-amerikanischer Politiker. Zwischen 1912 und 1916 war er Vizegouverneur des Bundesstaates Louisiana.

## Werdegang
Thomas Barret studierte an der University of the South in Tennessee und an der Tulane University sowie an der Louisiana State University. Nach seinem Jurastudium und seiner Zulassung als Rechtsanwalt begann er in Shreveport in diesem Beruf zu arbeiten. Außerdem wurde er in der Immobilienbranche tätig. Gleichzeitig schlug er als Mitglied der Demokratischen Partei eine politische Laufbahn ein. In seiner Heimat bekleidete er mehrere lokale Ämter. Zwischen 1896 und 1912 saß er im Senat von Louisiana, dessen President Pro Tempore er ab 1908 war. Für einige Jahre leitete er den Finanzausschuss des Staatssenats.
1912 wurde Barret an der Seite von Luther E. Hall zum Vizegouverneur von Louisiana gewählt. Dieses Amt bekleidete er zwischen 1912 und 1916. Dabei war er Stellvertreter des Gouverneurs und formaler Vorsitzender des Staatssenats. Er starb am 17. März 1922 in Shreveport, wo er auch beigesetzt wurde.